# Subdivisions des Émirats arabes unis
 (octobre 2021).
Si vous disposez d'ouvrages ou d'articles de référence ou si vous connaissez des sites web de qualité traitant du thème abordé ici, merci de compléter l'article en donnant les références utiles à sa vérifiabilité et en les liant à la section « Notes et références ».

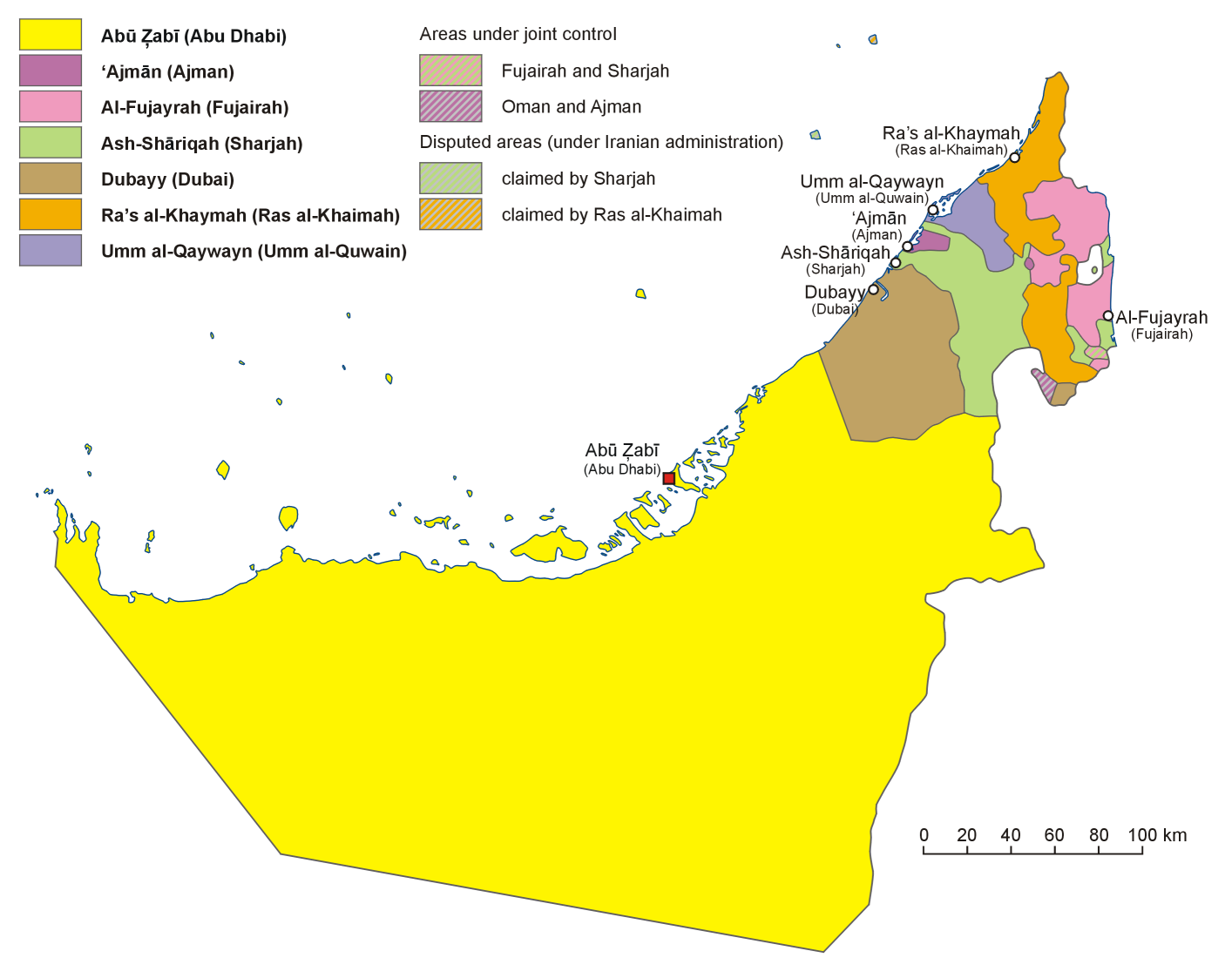
Carte des subdivisions des Émirats arabes unis.

Les Émirats arabes unis sont un État fédéral constitué de sept émirats qui sont chacun une monarchie absolue. Le président des Émirats arabes unis est l'émir d'Abou Dabi, le cheikh Mohammed ben Zayed Al Nahyane (MBZ).

## Données statistiques
| Imarah              | Capitale        | Superficie (km2) | Population (2018) |
| ------------------- | --------------- | ---------------- | ----------------- |
| Abou Dabi           | Abou Dabi       | 73 060           | 2 784 490         |
| Ajman               | Ajman           | 260              | 372 922           |
| Charjah             | Charjah         | 2 600            | 2 374 132         |
| Dubaï               | Dubaï           | 3 900            | 4 177 059         |
| Fujaïrah            | Fujaïrah        | 1 300            | 152 000           |
| Oumm al-Qaïwaïn     | Oumm al Qaïwaïn | 780              | 72 000            |
| Ras el-Khaïmah      | Ras el Khaïmah  | 1 700            | 345 000           |
| Émirats arabes unis | Abou Dabi       | 83 600           | 9 599 353         |

## Dirigeants
| Émirat          | Émir                           | Au pouvoir depuis |
| --------------- | ------------------------------ | ----------------- |
| Abou Dabi       | Mohammed ben Zayed Al Nahyane  | 13 mai 2022       |
| Ajman           | Houmaid ben Rachid an-Nouaïmi  | 6 septembre 1981  |
| Charjah         | Sultan ben Muhammad al-Qasimi  | 23 juin 1987      |
| Dubaï           | Mohammed ben Rachid Al Maktoum | 4 janvier 2006    |
| Fujaïrah        | Hamad ben Mohammed Al Sharqi   | 18 septembre 1974 |
| Oumm al-Qaïwaïn | Saud bin Rashid Al Mualla      | 2 janvier 2009    |
| Ras el-Khaïmah  | Saoud ben Saqr Al Qassimi      | 27 octobre 2010   |